# Мальчик-Жук
Мальчик-Жук — роман для детей, написанный М. Леонардом и иллюстрированный Джулией Сарда. Впервые была опубликована в издательствах «The Chicken House» (Великобритания) и «Scholastic» (США).
Это первая часть трилогии, а также первый том серии «Beetle Trilogy». Вторая часть трилогии, «Beetle Queen», была опубликована в апреле 2017 года в Великобритании, а третья часть «Battle of the Beetles» вышла в свет в феврале 2018 года. Роман «Beetle Boy» получил премию Бранфорда Боуза в 2017 году за выдающийся первый роман для детей.

## Сюжет и персонажи
Мальчик по имени Даркус Каттл ищет своего отца с помощью необычных жуков. Он переезжает к своему дяде после того, как его отец таинственным образом пропал без вести. Злодейка Лукреция Каттер, виновная в исчезновении отца Даркуса, пытается убить разумных жуков, с которыми дружит Даркус.

## Критика
Газета The Guardian в обзоре книги «Beetle Boy» задаётся вопросом: «Почему жукам потребовалось так много времени, чтобы стать главными персонажами в детской книге - загадке», И сама же отвечает на свой вопрос: «Открытие этих существ, таких маленьких и кажущихся бессильными, которые могут обладать разумом, красотой и силой, должно сохранить этот драгоценный камень на полках многих спален и библиотек на долгие годы».
Журнал «Школьная библиотека» назвал это «увлекательной историей» и заключил: «Педагоги, ищущие художественную литературу, которая связана с научными учебными программами и поддерживает их, могут найти в этой книге то, что искали».
Издание «Booktrust» находит книгу «удивительно забавной и увлекательной книгой, полной действий, приключений и восхитительных иллюстраций». И «Идеально подходит для поклонников Роальда Даля».